# Подмаренник казахстанский
Подмаренник казахстанский (лат. Galium kasachstanicum) — вид двудольных растений рода Подмаренник (Galium) семейства Мареновые (Rubiaceae). Растение впервые описано учёной-ботаником М. Г. Пахомовой в 1987 году.

## Распространение, описание
Эндемик Казахстана.
Травянистое растение с мутовчатым листорасположением. Листья простые, без членения, с гладким краем. Соцветие — метёлка, несёт мелкие (до 1 см) четырёхлепестковые цветки с актиноморфным либо сростнолепестным околоцветником. Плод — орешек.